# 御風號
御風號為中華民國海事教育實習船，隸屬教育部，並委託國立高雄科技大學管理營運；教育部委託國立高雄科技大學執行，由台灣國際造船承造。提供大專海事校院航海、輪機系及高職航海、輪機類科學生實習船舶。

## 簡介
為了取代船齡近30年的育英二號，教育部從2019年起展開新造實習船計畫，委託國立高雄科技大學執行專案，2021年12月開工，2023年10月17日於台船高雄廠舉行命名暨下水典禮，2025年2月26日，於高雄港交船給與高科大營運。所有實習課程均可於船上完成。

## 資料來源
1. ↑  . 教育部全球資訊網. 2023-10-17  [2025-03-10]. （原始内容存档于2024-06-23） （中文（臺灣））.
2. ↑  . 國立高雄科技大學. 2025-02-26  [2025-03-10]. （原始内容存档于2025-02-26） （中文）.
3. ↑  . 自由時報. 2025-02-26  [2025-03-10]. （原始内容存档于2025-03-25） （中文）.